# Безпечне місце
«Безпечне місце» (англ. A Safe Place) — американський фільм 1971 року.

## Сюжет
Сьюзен живе в Нью-Йорку, вона молода і красива, у неї є коханий. Але у неї є й інша сторона життя, де її звуть Ноа — та живе десь далеко, вона сумна і занурена у світ фантазій. Сьюзен-Ноа весь час згадує про фокусника, з яким познайомилася в дитинстві. Він змусив її повірити в силу бажання, коли здійснюється те, чого дуже сильно хочеш. А хоче вона сховатися від проблем, від побутових негараздів, від банальності буття і знайти свій щасливий світ.

## У ролях
| Актор             | Роль             |
| ----------------- | ---------------- |
| Тьюзді Велд       | Сьюзен / Ноа     |
| Орсон Веллс       | Маг              |
| Джек Ніколсон     | Мітч             |
| Філ Проктор       | Фред             |
| Гвен Веллс        | Барі             |
| Дов Лоуренс       | Ларрі            |
| Фанні Біркенмайер | покоївка         |
| Ронда Альфаро     | дівчинка у човні |
| Сільвія Запп      | Сьюзен 7 років   |
| Річард Фінночіо   | знайомий Ної     |
| Барбара Флуд      | знайома Ної      |
| Роджер Гаррет     | знайомий Ної     |
| Джордон Хан       | знайомий Ної     |
| Франческа Гілтон  | знайома Ної      |
| Джулі Робінсон    | знайома Ної      |
| Дженніфер Вокер   | знайома Ної      |